# Un marito per il mese d'aprile
Un marito per il mese d'aprile è un film del 1941 diretto da Giorgio Simonelli.

## Trama
Una ricca fanciulla per liberarsi dell'ossessionante presenza di un innamorato, che lei non vuole, assume un giovane sfortunato che ha perso tutto al tavolo da gioco, pagandolo perché si faccia passare per suo marito. Questo contratto dovrebbe durare per tutto il mese di aprile, finito il mese i due giovani, invece di lasciarsi, si sposano veramente.

## Produzione
Prodotto da Renato Cogliati Dezza per Juventus Film, la pellicola venne girata a Cinecittà per uscire nelle sale il 9 marzo 1941.

## Critica
Giuseppe Isani, nel periodico Cinema del 10 settembre 1941, « Benché si trattasse di un lavoro che per il soggetto e per generale assunto non aspirasse a risultati d'arte, Simonelli si è impegnato a fondo nella sua impresa. Così pur di fronte a una trama che ha spunti talvolta un po' assurdi o per lo meno di una facilità estrema, gli attori hanno potuto, grazie all'ottima direzione, salvare molte pericolanti situazioni di soggetto. Buona in particolare la recitazione di Vanna Vanni.»